# Rudolf Bednárik
Rudolf Bednárik (Vágújhely, 1903. november 17. – Pozsony, 1975. szeptember 25.) szlovák etnológus.

## Élete
1951-1973 között a Comenius Egyetemen oktatott. 1965-től professzor, 1968-tól tudományok doktora. A szlovák néprajzkutatás fejlődésének fontos korszakában alkotott, foglalkozott többek között a népi építészettel és lakáskultúrával, népi képzőművészettel, szokásokkal, mesterségekkel és a határontúli szlováksággal. Szlovák néprajzkutatók egész generációját oktatta.

## Művei
18 monográfiát jelentetett meg.
- 1943 Ľudové poľovníctvo na Slovensku.
- 1943 Duchovná a hmotná kultúra slovenského ľudu. Slovenská vlastiveda 1943
- 1949 Ľudové náhrobníky na Slovensku
- 1956 Maľované ohništia v oblasti Malých Karpát
- 1964 Slováci v Juhoslávii
- 1967 Ľudové staviteľstvo na Kysuciach
- 1972 Cintoríny na Slovensku